# Joseph Johann von Littrow
Joseph Johann von Littrow (Horšovský Týn, Boemia, 13 de março de 1781 — Viena, 30 de novembro de 1840) foi um astrônomo autríaco.

## Obras
- Theoretische und praktische Astronomie. 3 Volumes. Viena 1821–27.
- Über Höhenmessung durch Barometer. Viena 1821.
- Dioptrik, oder Anleitung zur Verfertigung der Fernrohre. Viena 1830.
- Über den gefürchteten Kometen des gegenwärtigen Jahres 1832 und über Kometen überhaupt. Viena 1832. (Digitalisat)
- Ueber Lebensversicherungen und andere Versorgunsanstalten. Beck, Viena 1832. (Digitalisat)
- Die Wahrscheinlichkeitsrechnung in ihrer Anwendung auf das wissenschaftliche und practische Leben. Viena: Beck,. 1833. nbn:de:hbz:061:1-498417
- Gnomonik, oder Anleitung zur Verfertigung aller Arten von Sonnenuhren. Viena 1833.
- Die Wunder des Himmels. 3 Teile. Stuttgart 1834–36. (2. verbesserte Auflage in 1 Band, Stuttgart 1837) (Digitalisat). 11. Auflage, völlig neu bearbeitet von Karl Stumpff, Bonn 1963.
  - Band 1: Theoretische Astronomie oder allgemeine Erscheinungen des Himmels. Stuttgart 1834. (Digitalisat und Volltext im Deutschen Textarchiv)
  - Band 2: Beschreibende Astronomie oder Topographie des Himmels. Stuttgart 1835. (Digitalisat und Volltext im Deutschen Textarchiv, Digitalisat)
  - Band 3: Physische Astronomie oder Gesetze der himmlischen Bewegungen. Beschreibung und Lehre vom Gebrauch der astronomischen Instrumente. Stuttgart 1836. (Digitalisat und Volltext im Deutschen Textarchiv, Digitalisat)
  - [Band 4]: Zusätze zur ersten Auflage von J. J. von Littrow's Wunder des Himmels. [1837] Digitalisat
- Über Sterngruppen und Nebelmassen des Himmels. Viena 1835. Digitalisat
- Geschichte der Entdeckung der allgemeinen Gravitation durch Newton. Beck, Viena 1835. Digitalisat
- Die Doppelsterne. Beck, Viena 1835. Digitalisat
- Anleitung zur höheren Mathematik. Viena: [s.n.] 1836. nbn:de:hbz:061:1-498165
- Anfangsgruende der gesamten Mathematik. Gerold, Viena 1838. Digitalisat
- Atlas des gestirnten Himmels. Für Freunde der Astronomie herausgegeben. Hoffmann, Stuttgart 1839. (Digitalisat der Linda Hall Library)
  - 2., verb. u. verm. Auflage. / hrsg. von Karl von Littrow. Hoffmann, Stuttgart 1854. (Digitalisat)
  - 3. Auflage. Weise, Stuttgart 1866. Digitalisat
- Handbuch zur Umrechnung der vorzüglichsten Münzen, Maße und Gewichte. Stuttgart 1832.
- Geschichte der inductiven Wissenschaften. Nach dem Englischen des W. Whewell mit Anmerkungen von J. J. v. Littrow. Stuttgart 1840 f.
- Vermischte Schriften. 3 Bände. hrsg. von Karl Ludwig von Littrow. Stuttgart 1846.
- J. J. v. Littrow's Vergleichung der vorzüglichsten Maße, Gewichte und Münzen. Beck, 1844. Digitalisat
- Littrows Geschichte der Astronomie. Hrsg. von Günter Bräuhofer, Thomas Posch und Karin Lackner. Würzburg 2016. Link da editora